# کوکوی دم‌دراز نواری
کوکوی دم‌دراز نواری (نام علمی: Cercococcyx montanus) گونه‌ای از کوکوها از تیرهٔ کوکویان (Cuculidae) است. این گونه در جنگل‌های کوهستانی آلبرتین ریفت و به‌طور جداگانه در سراسر شرق آفریقا یافت می‌شود.